# Davide Xausa
Davide Antonio Xausa (ur. 10 marca 1976 w Vancouver) – kanadyjski piłkarz pochodzenia włoskiego występujący na pozycji napastnika. Zawodnik klubu Columbus Clan.

## Kariera klubowa
Xausa karierę rozpoczynał w drużynie piłkarskiej z amerykańskiej uczelni University of Portland. Grał tam do 1997 roku. W międzyczasie, w latach 1996–1997 występował w kanadyjskiej drużynie St. Catharines Wolves. W 1997 roku trafił do angielskiego Stoke City z Division One. Przez pół roku rozegrał tam 1 spotkanie.
Na początku 1998 roku Xausa odszedł do szkockiego St. Johnstone ze Scottish Premier League. Również tam przez pół roku zagrał w 1 meczu. Latem 1998 roku przeszedł do holenderskiego zespołu Dordrecht '90 z Eerste divisie. Występował tam przez rok.
W 1999 roku wrócił do Szkocji, gdzie został graczem klubu Inverness CT ze Scottish First Division. W tych rozgrywkach zadebiutował 11 września 1999 roku w wygranym 1:0 pojedynku z Clydebank. W Inverness spędził 1,5 roku.
Na początku 2001 roku Xausa podpisał kontrakt z Livingston, także występującym w First Division. W tym samym roku awansował z nim do Scottish Premier League. 20 października 2001 roku w wygranym 5:1 pojedynku z Kilmarnock strzelił pierwszego gola w tych rozgrywkach. W 2002 roku zajął z klubem 3. miejsce w lidze. W Livingston grał przez 3 lata.
W styczniu 2004 roku odszedł do Falkirk z First Division. Po pół roku spędzonym w tym klubie, wrócił do Kanady, gdzie został zawodnikiem ekipy Vancouver Whitecaps z amerykańskiej ligi USL First Division. W 2005 roku Xausa zakończył karierę. W 2008 roku wznowił ją, podpisując kontrakt z kanadyjską drużyną Columbus Clan.

## Kariera reprezentacyjna
W reprezentacji Kanady Xausa zadebiutował 27 kwietnia 1999 roku w zremisowanym 1:1 towarzyskim pojedynku z Irlandią Północną. 29 maja 1999 roku w wygranym 1:0 towarzyskim spotkaniu z Gwatemalą strzelił pierwszego gola w kadrze narodowej.
W 2000 roku wziął udział w Złotym Pucharze CONCACAF, który okazał się dla Kanady zwycięski. W 2001 roku został powołany do kadry na Puchar Konfederacji. Zagrał na nim w meczach z Japonią (2:3) i Brazylią (0:0). Z tamtego turnieju Kanada odpadła po fazie grupowej.
W 2002 roku Xausa ponownie uczestniczył w Złotym Pucharze CONCACAF, który tym razem Kanada zakończyła na 3. miejscu. W 2003 roku po raz trzeci znalazł się w drużynie na Złoty Puchar CONCACAF. Kanada odpadła wówczas z tego turnieju po fazie grupowej.
W latach 1991–2003 w drużynie narodowej rozegrał Xausa w sumie 32 spotkania i zdobył 2 bramki.